# Villa rustica de la Miercurea Sibiului (1)
Villa rustica este situată în apropierea localității Miercurea Sibiului din județul Sibiu, 50 m sud de șoseaua Sibiu-Sebeș, punctul numit La Mălăiești. 

## Legături exerne
- Roman castra from Romania (includes villae rusticae) - Google Maps / Earth Arhivat în 5 decembrie 2012, la Archive.is